# Hockey Club Monza 1979-1980
Questa voce raccoglie le informazioni riguardanti l'Hockey Club Monza nelle competizioni ufficiali della stagione 1979-1980.

## Maglie e sponsor
| 1ª divisa |

## Rosa
| N° | Naz.              | Ruolo | Sportivo             |  |  |  |
| -- | ----------------- | ----- | -------------------- |  |  |  |
| ?  | Italia (bandiera) | P     | Adriano Biava        |  |  |  |
| ?  | Italia (bandiera) | E     | Guido Calloni        |  |  |  |
| ?  | Italia (bandiera) | E     | Antonio Casiraghi    |  |  |  |
| ?  | Italia (bandiera) | P     | Gian Enrico Citterio |  |  |  |
| ?  | Italia (bandiera) | E     | Roberto Citterio     |  |  |  |
| ?  | Italia (bandiera) | E     | Sergio Franchi       |  |  |  |
| ?  | Italia (bandiera) | E     | Riccardo Pardini     |  |  |  |
| ?  | Italia (bandiera) | E     | Fabrizio Villani     |  |  |  |

- Allenatore:  Sergio Franchi